# Lista di asteroidi (330001-331000)
Di seguito una lista di asteroidi dal numero 330001 al 331000 con data di scoperta e scopritore.

## 330001-330100
| Nome     | Designazione provvisoria | Data di scoperta | Scopritore                 |
| -------- | ------------------------ | ---------------- | -------------------------- |
| 330001 - | 2005 TA117               | 1 ottobre 2005   | CSS                        |
| 330002 - | 2005 TV119               | 7 ottobre 2005   | Spacewatch                 |
| 330003 - | 2005 TC131               | 7 ottobre 2005   | Spacewatch                 |
| 330004 - | 2005 TG136               | 6 ottobre 2005   | Spacewatch                 |
| 330005 - | 2005 TD147               | 8 ottobre 2005   | Spacewatch                 |
| 330006 - | 2005 TS165               | 9 ottobre 2005   | Spacewatch                 |
| 330007 - | 2005 TY170               | 7 ottobre 2005   | LINEAR                     |
| 330008 - | 2005 TS190               | 1 ottobre 2005   | Mount Lemmon Survey        |
| 330009 - | 2005 UA19                | 22 ottobre 2005  | Spacewatch                 |
| 330010 - | 2005 US34                | 24 ottobre 2005  | Spacewatch                 |
| 330011 - | 2005 UF42                | 21 ottobre 2005  | Pla D'Arguines             |
| 330012 - | 2005 UX46                | 22 ottobre 2005  | Spacewatch                 |
| 330013 - | 2005 UM55                | 23 ottobre 2005  | CSS                        |
| 330014 - | 2005 UD64                | 25 ottobre 2005  | CSS                        |
| 330015 - | 2005 UN73                | 23 ottobre 2005  | NEAT                       |
| 330016 - | 2005 UE79                | 25 ottobre 2005  | CSS                        |
| 330017 - | 2005 UQ83                | 22 ottobre 2005  | Spacewatch                 |
| 330018 - | 2005 UU92                | 22 ottobre 2005  | Spacewatch                 |
| 330019 - | 2005 UC98                | 22 ottobre 2005  | Spacewatch                 |
| 330020 - | 2005 UP100               | 22 ottobre 2005  | Spacewatch                 |
| 330021 - | 2005 UC106               | 22 ottobre 2005  | Spacewatch                 |
| 330022 - | 2005 UM108               | 22 ottobre 2005  | Spacewatch                 |
| 330023 - | 2005 UW116               | 23 ottobre 2005  | CSS                        |
| 330024 - | 2005 UV122               | 24 ottobre 2005  | Spacewatch                 |
| 330025 - | 2005 UT125               | 24 ottobre 2005  | Spacewatch                 |
| 330026 - | 2005 UV129               | 24 ottobre 2005  | Spacewatch                 |
| 330027 - | 2005 UF142               | 25 ottobre 2005  | CSS                        |
| 330028 - | 2005 UW157               | 28 ottobre 2005  | Bickel, W.                 |
| 330029 - | 2005 UH172               | 24 ottobre 2005  | Spacewatch                 |
| 330030 - | 2005 UQ180               | 24 ottobre 2005  | Spacewatch                 |
| 330031 - | 2005 UE191               | 27 ottobre 2005  | Mount Lemmon Survey        |
| 330032 - | 2005 UN193               | 22 ottobre 2005  | Spacewatch                 |
| 330033 - | 2005 UB199               | 25 ottobre 2005  | Spacewatch                 |
| 330034 - | 2005 UR216               | 25 ottobre 2005  | Mount Lemmon Survey        |
| 330035 - | 2005 UL218               | 25 ottobre 2005  | Spacewatch                 |
| 330036 - | 2005 UH232               | 25 ottobre 2005  | Mount Lemmon Survey        |
| 330037 - | 2005 UF233               | 25 ottobre 2005  | Spacewatch                 |
| 330038 - | 2005 UA234               | 25 ottobre 2005  | Spacewatch                 |
| 330039 - | 2005 UO238               | 25 ottobre 2005  | Spacewatch                 |
| 330040 - | 2005 UV280               | 24 ottobre 2005  | Spacewatch                 |
| 330041 - | 2005 UX281               | 25 ottobre 2005  | Mount Lemmon Survey        |
| 330042 - | 2005 UN286               | 26 ottobre 2005  | Spacewatch                 |
| 330043 - | 2005 UD308               | 27 ottobre 2005  | Mount Lemmon Survey        |
| 330044 - | 2005 UK310               | 29 ottobre 2005  | Mount Lemmon Survey        |
| 330045 - | 2005 UC313               | 29 ottobre 2005  | CSS                        |
| 330046 - | 2005 UR315               | 25 ottobre 2005  | Spacewatch                 |
| 330047 - | 2005 UB328               | 30 ottobre 2005  | Mount Lemmon Survey        |
| 330048 - | 2005 UU328               | 28 ottobre 2005  | Mount Lemmon Survey        |
| 330049 - | 2005 UY332               | 29 ottobre 2005  | Mount Lemmon Survey        |
| 330050 - | 2005 UN349               | 25 ottobre 2005  | CSS                        |
| 330051 - | 2005 UE365               | 27 ottobre 2005  | Spacewatch                 |
| 330052 - | 2005 UZ369               | 27 ottobre 2005  | Spacewatch                 |
| 330053 - | 2005 UY372               | 27 ottobre 2005  | Spacewatch                 |
| 330054 - | 2005 UY376               | 27 ottobre 2005  | Spacewatch                 |
| 330055 - | 2005 UH388               | 26 ottobre 2005  | Spacewatch                 |
| 330056 - | 2005 UC423               | 28 ottobre 2005  | Elst, E. W., Debehogne, H. |
| 330057 - | 2005 UR438               | 7 ottobre 2005   | CSS                        |
| 330058 - | 2005 UU456               | 30 ottobre 2005  | NEAT                       |
| 330059 - | 2005 UA461               | 28 ottobre 2005  | Mount Lemmon Survey        |
| 330060 - | 2005 UM491               | 24 ottobre 2005  | NEAT                       |
| 330061 - | 2005 UH515               | 22 ottobre 2005  | Becker, A. C.              |
| 330062 - | 2005 UH530               | 27 ottobre 2005  | LONEOS                     |
| 330063 - | 2005 VB1                 | 3 novembre 2005  | LINEAR                     |
| 330064 - | 2005 VX1                 | 4 novembre 2005  | LINEAR                     |
| 330065 - | 2005 VQ5                 | 10 novembre 2005 | Sposetti, S.               |
| 330066 - | 2005 VX25                | 2 novembre 2005  | Mount Lemmon Survey        |
| 330067 - | 2005 VP32                | 4 novembre 2005  | Spacewatch                 |
| 330068 - | 2005 VS38                | 3 novembre 2005  | Mount Lemmon Survey        |
| 330069 - | 2005 VM53                | 4 novembre 2005  | LINEAR                     |
| 330070 - | 2005 VG56                | 4 novembre 2005  | Spacewatch                 |
| 330071 - | 2005 VK73                | 1 novembre 2005  | Mount Lemmon Survey        |
| 330072 - | 2005 VK75                | 1 novembre 2005  | Spacewatch                 |
| 330073 - | 2005 VP85                | 4 novembre 2005  | Spacewatch                 |
| 330074 - | 2005 VD95                | 6 novembre 2005  | Spacewatch                 |
| 330075 - | 2005 VG109               | 6 novembre 2005  | Mount Lemmon Survey        |
| 330076 - | 2005 VU109               | 6 novembre 2005  | Mount Lemmon Survey        |
| 330077 - | 2005 VZ113               | 4 novembre 2005  | Spacewatch                 |
| 330078 - | 2005 VE136               | 12 novembre 2005 | Spacewatch                 |
| 330079 - | 2005 WH3                 | 20 novembre 2005 | NEAT                       |
| 330080 - | 2005 WV8                 | 21 novembre 2005 | Spacewatch                 |
| 330081 - | 2005 WV35                | 22 novembre 2005 | Spacewatch                 |
| 330082 - | 2005 WZ53                | 25 novembre 2005 | Mount Lemmon Survey        |
| 330083 - | 2005 WL57                | 30 novembre 2005 | Mayhill                    |
| 330084 - | 2005 WA70                | 26 novembre 2005 | Spacewatch                 |
| 330085 - | 2005 WE76                | 25 novembre 2005 | Spacewatch                 |
| 330086 - | 2005 WZ89                | 26 novembre 2005 | Mount Lemmon Survey        |
| 330087 - | 2005 WD90                | 26 novembre 2005 | Mount Lemmon Survey        |
| 330088 - | 2005 WL90                | 28 novembre 2005 | LINEAR                     |
| 330089 - | 2005 WP91                | 28 novembre 2005 | CSS                        |
| 330090 - | 2005 WL92                | 25 ottobre 2005  | Mount Lemmon Survey        |
| 330091 - | 2005 WS92                | 25 novembre 2005 | Mount Lemmon Survey        |
| 330092 - | 2005 WV92                | 25 novembre 2005 | Mount Lemmon Survey        |
| 330093 - | 2005 WP103               | 26 novembre 2005 | CSS                        |
| 330094 - | 2005 WM108               | 29 novembre 2005 | Mount Lemmon Survey        |
| 330095 - | 2005 WC115               | 29 novembre 2005 | Mount Lemmon Survey        |
| 330096 - | 2005 WA119               | 26 novembre 2005 | Mount Lemmon Survey        |
| 330097 - | 2005 WU120               | 30 novembre 2005 | LINEAR                     |
| 330098 - | 2005 WT123               | 1 ottobre 2005   | Mount Lemmon Survey        |
| 330099 - | 2005 WM144               | 24 novembre 2005 | NEAT                       |
| 330100 - | 2005 WW147               | 25 novembre 2005 | Mount Lemmon Survey        |

## 330101-330200
| Nome     | Designazione provvisoria | Data di scoperta | Scopritore               |
| -------- | ------------------------ | ---------------- | ------------------------ |
| 330101 - | 2005 WM176               | 30 novembre 2005 | Spacewatch               |
| 330102 - | 2005 WV183               | 20 dicembre 2001 | Sloan Digital Sky Survey |
| 330103 - | 2005 WD189               | 30 novembre 2005 | LINEAR                   |
| 330104 - | 2005 WF189               | 30 novembre 2005 | LINEAR                   |
| 330105 - | 2005 WV194               | 30 novembre 2005 | LONEOS                   |
| 330106 - | 2005 WG203               | 30 novembre 2005 | Spacewatch               |
| 330107 - | 2005 XT                  | 2 dicembre 2005  | Lowe, A.                 |
| 330108 - | 2005 XT6                 | 2 dicembre 2005  | Mount Lemmon Survey      |
| 330109 - | 2005 XZ15                | 1 novembre 2005  | Mount Lemmon Survey      |
| 330110 - | 2005 XU29                | 7 dicembre 2005  | CSS                      |
| 330111 - | 2005 XF30                | 1 dicembre 2005  | Mount Lemmon Survey      |
| 330112 - | 2005 XS36                | 4 dicembre 2005  | Spacewatch               |
| 330113 - | 2005 XB41                | 6 dicembre 2005  | Spacewatch               |
| 330114 - | 2005 XZ54                | 5 dicembre 2005  | Spacewatch               |
| 330115 - | 2005 XK63                | 5 dicembre 2005  | Mount Lemmon Survey      |
| 330116 - | 2005 XX84                | 7 dicembre 2005  | LINEAR                   |
| 330117 - | 2005 XC107               | 3 dicembre 2005  | Boattini, A.             |
| 330118 - | 2005 XA112               | 2 dicembre 2005  | Buie, M. W.              |
| 330119 - | 2005 YL                  | 20 dicembre 2005 | Calvin College           |
| 330120 - | 2005 YU20                | 24 dicembre 2005 | Spacewatch               |
| 330121 - | 2005 YT24                | 24 dicembre 2005 | Spacewatch               |
| 330122 - | 2005 YJ25                | 24 dicembre 2005 | Spacewatch               |
| 330123 - | 2005 YO35                | 25 dicembre 2005 | Spacewatch               |
| 330124 - | 2005 YZ44                | 25 dicembre 2005 | Spacewatch               |
| 330125 - | 2005 YP48                | 22 dicembre 2005 | Spacewatch               |
| 330126 - | 2005 YQ57                | 24 dicembre 2005 | Spacewatch               |
| 330127 - | 2005 YW74                | 5 dicembre 2005  | Spacewatch               |
| 330128 - | 2005 YT81                | 24 dicembre 2005 | Spacewatch               |
| 330129 - | 2005 YN83                | 24 dicembre 2005 | Spacewatch               |
| 330130 - | 2005 YO84                | 25 dicembre 2005 | Spacewatch               |
| 330131 - | 2005 YE98                | 25 dicembre 2005 | Spacewatch               |
| 330132 - | 2005 YM108               | 25 dicembre 2005 | Spacewatch               |
| 330133 - | 2005 YS109               | 25 dicembre 2005 | Spacewatch               |
| 330134 - | 2005 YJ126               | 26 dicembre 2005 | Spacewatch               |
| 330135 - | 2005 YH137               | 26 dicembre 2005 | Spacewatch               |
| 330136 - | 2005 YW144               | 28 dicembre 2005 | Mount Lemmon Survey      |
| 330137 - | 2005 YW151               | 26 dicembre 2005 | Spacewatch               |
| 330138 - | 2005 YN172               | 7 luglio 2002    | NEAT                     |
| 330139 - | 2005 YK188               | 28 dicembre 2005 | Mount Lemmon Survey      |
| 330140 - | 2005 YV188               | 28 dicembre 2005 | Mount Lemmon Survey      |
| 330141 - | 2005 YD200               | 26 dicembre 2005 | Spacewatch               |
| 330142 - | 2005 YL241               | 30 dicembre 2005 | Spacewatch               |
| 330143 - | 2005 YG266               | 27 dicembre 2005 | Spacewatch               |
| 330144 - | 2006 AM6                 | 4 gennaio 2006   | LINEAR                   |
| 330145 - | 2006 AB30                | 2 gennaio 2006   | Mount Lemmon Survey      |
| 330146 - | 2006 AG31                | 5 gennaio 2006   | Spacewatch               |
| 330147 - | 2006 AT44                | 7 gennaio 2006   | Mount Lemmon Survey      |
| 330148 - | 2006 AQ69                | 6 gennaio 2006   | Spacewatch               |
| 330149 - | 2006 AC77                | 6 gennaio 2006   | Spacewatch               |
| 330150 - | 2006 AD80                | 4 gennaio 2006   | Mount Lemmon Survey      |
| 330151 - | 2006 BP5                 | 21 gennaio 2006  | Spacewatch               |
| 330152 - | 2006 BY22                | 22 gennaio 2006  | Mount Lemmon Survey      |
| 330153 - | 2006 BX29                | 23 gennaio 2006  | Nyukasa                  |
| 330154 - | 2006 BA35                | 22 gennaio 2006  | Mount Lemmon Survey      |
| 330155 - | 2006 BY35                | 23 gennaio 2006  | Spacewatch               |
| 330156 - | 2006 BR38                | 23 gennaio 2006  | Mount Lemmon Survey      |
| 330157 - | 2006 BJ54                | 25 gennaio 2006  | Spacewatch               |
| 330158 - | 2006 BX55                | 25 gennaio 2006  | LONEOS                   |
| 330159 - | 2006 BO59                | 25 gennaio 2006  | Spacewatch               |
| 330160 - | 2006 BN78                | 23 gennaio 2006  | CSS                      |
| 330161 - | 2006 BQ123               | 26 gennaio 2006  | Spacewatch               |
| 330162 - | 2006 BR133               | 26 gennaio 2006  | Mount Lemmon Survey      |
| 330163 - | 2006 BS139               | 29 Gen 2006      | Spacewatch               |
| 330164 - | 2006 BS141               | 25 gennaio 2006  | Spacewatch               |
| 330165 - | 2006 BA142               | 8 gennaio 2006   | Spacewatch               |
| 330166 - | 2006 BR147               | 31 gennaio 2006  | Yeung, W. K. Y.          |
| 330167 - | 2006 BO155               | 25 gennaio 2006  | Spacewatch               |
| 330168 - | 2006 BA204               | 31 gennaio 2006  | Spacewatch               |
| 330169 - | 2006 BS206               | 31 gennaio 2006  | Mount Lemmon Survey      |
| 330170 - | 2006 BC210               | 31 gennaio 2006  | Spacewatch               |
| 330171 - | 2006 BW211               | 31 gennaio 2006  | Spacewatch               |
| 330172 - | 2006 BY219               | 30 gennaio 2006  | Spacewatch               |
| 330173 - | 2006 BY258               | 31 gennaio 2006  | Spacewatch               |
| 330174 - | 2006 CZ8                 | 1 febbraio 2006  | Mount Lemmon Survey      |
| 330175 - | 2006 CY14                | 1 febbraio 2006  | Spacewatch               |
| 330176 - | 2006 CD40                | 21 gennaio 2006  | Spacewatch               |
| 330177 - | 2006 CJ67                | 2 febbraio 2006  | Mount Lemmon Survey      |
| 330178 - | 2006 DD6                 | 20 febbraio 2006 | CSS                      |
| 330179 - | 2006 DW24                | 20 febbraio 2006 | Spacewatch               |
| 330180 - | 2006 DA25                | 20 febbraio 2006 | Spacewatch               |
| 330181 - | 2006 DQ47                | 21 febbraio 2006 | Mount Lemmon Survey      |
| 330182 - | 2006 DM51                | 24 febbraio 2006 | Spacewatch               |
| 330183 - | 2006 DJ53                | 24 febbraio 2006 | Spacewatch               |
| 330184 - | 2006 DF56                | 24 febbraio 2006 | Mount Lemmon Survey      |
| 330185 - | 2006 DV64                | 31 gennaio 2006  | Spacewatch               |
| 330186 - | 2006 DD76                | 31 gennaio 2006  | Spacewatch               |
| 330187 - | 2006 DW76                | 24 febbraio 2006 | Spacewatch               |
| 330188 - | 2006 DC78                | 31 gennaio 2006  | Spacewatch               |
| 330189 - | 2006 DE78                | 24 febbraio 2006 | Spacewatch               |
| 330190 - | 2006 DH78                | 24 febbraio 2006 | Spacewatch               |
| 330191 - | 2006 DC83                | 24 febbraio 2006 | Spacewatch               |
| 330192 - | 2006 DH87                | 24 febbraio 2006 | Spacewatch               |
| 330193 - | 2006 DO87                | 7 gennaio 2006   | Mount Lemmon Survey      |
| 330194 - | 2006 DD90                | 24 febbraio 2006 | Spacewatch               |
| 330195 - | 2006 DD115               | 27 febbraio 2006 | Spacewatch               |
| 330196 - | 2006 DA173               | 27 febbraio 2006 | Spacewatch               |
| 330197 - | 2006 DQ190               | 27 febbraio 2006 | Spacewatch               |
| 330198 - | 2006 EC9                 | 2 marzo 2006     | Spacewatch               |
| 330199 - | 2006 ET12                | 2 marzo 2006     | Spacewatch               |
| 330200 - | 2006 EK44                | 25 febbraio 2006 | LONEOS                   |

## 330201-330300
| Nome     | Designazione provvisoria | Data di scoperta  | Scopritore               |
| -------- | ------------------------ | ----------------- | ------------------------ |
| 330201 - | 2006 FT5                 | 25 febbraio 2006  | Spacewatch               |
| 330202 - | 2006 FG13                | 23 marzo 2006     | Spacewatch               |
| 330203 - | 2006 FB15                | 23 marzo 2006     | Spacewatch               |
| 330204 - | 2006 FE16                | 23 marzo 2006     | Mount Lemmon Survey      |
| 330205 - | 2006 FR16                | 23 marzo 2006     | CSS                      |
| 330206 - | 2006 FE38                | 23 marzo 2006     | Spacewatch               |
| 330207 - | 2006 FG40                | 26 settembre 2003 | Sloan Digital Sky Survey |
| 330208 - | 2006 FW46                | 23 marzo 2006     | CSS                      |
| 330209 - | 2006 FM47                | 24 marzo 2006     | LONEOS                   |
| 330210 - | 2006 FS50                | 26 marzo 2006     | CSS                      |
| 330211 - | 2006 GC19                | 2 aprile 2006     | Spacewatch               |
| 330212 - | 2006 GD21                | 2 aprile 2006     | Spacewatch               |
| 330213 - | 2006 GD24                | 2 aprile 2006     | Spacewatch               |
| 330214 - | 2006 GE26                | 2 aprile 2006     | Spacewatch               |
| 330215 - | 2006 GC37                | 8 aprile 2006     | Mount Lemmon Survey      |
| 330216 - | 2006 GB38                | 2 aprile 2006     | LONEOS                   |
| 330217 - | 2006 GK39                | 13 aprile 2006    | NEAT                     |
| 330218 - | 2006 HX6                 | 18 aprile 2006    | NEAT                     |
| 330219 - | 2006 HB12                | 19 aprile 2006    | Spacewatch               |
| 330220 - | 2006 HZ42                | 24 aprile 2006    | Mount Lemmon Survey      |
| 330221 - | 2006 HC49                | 25 aprile 2006    | Spacewatch               |
| 330222 - | 2006 HA74                | 25 aprile 2006    | Spacewatch               |
| 330223 - | 2006 HV77                | 2 marzo 2006      | Mount Lemmon Survey      |
| 330224 - | 2006 HQ115               | 26 aprile 2006    | Spacewatch               |
| 330225 - | 2006 JL26                | 4 maggio 2006     | Broughton, J.            |
| 330226 - | 2006 JU26                | 7 maggio 2006     | Young, J. W.             |
| 330227 - | 2006 JC49                | 1 maggio 2006     | Spacewatch               |
| 330228 - | 2006 KV3                 | 19 maggio 2006    | Mount Lemmon Survey      |
| 330229 - | 2006 KZ11                | 20 maggio 2006    | Spacewatch               |
| 330230 - | 2006 KH14                | 20 maggio 2006    | CSS                      |
| 330231 - | 2006 KM22                | 20 maggio 2006    | CSS                      |
| 330232 - | 2006 KQ44                | 10 ottobre 2002   | NEAT                     |
| 330233 - | 2006 KV86                | 26 maggio 2006    | Mount Lemmon Survey      |
| 330234 - | 2006 KJ91                | 25 maggio 2006    | Spacewatch               |
| 330235 - | 2006 KM92                | 25 maggio 2006    | Spacewatch               |
| 330236 - | 2006 KG120               | 31 maggio 2006    | Spacewatch               |
| 330237 - | 2006 MA10                | 21 giugno 2006    | Spacewatch               |
| 330238 - | 2006 PC42                | 14 agosto 2006    | NEAT                     |
| 330239 - | 2006 QN12                | 16 agosto 2006    | Siding Spring Survey     |
| 330240 - | 2006 QQ18                | 17 agosto 2006    | NEAT                     |
| 330241 - | 2006 QG55                | 20 agosto 2006    | NEAT                     |
| 330242 - | 2006 QK83                | 27 agosto 2006    | Spacewatch               |
| 330243 - | 2006 QE93                | 16 agosto 2006    | NEAT                     |
| 330244 - | 2006 QB94                | 16 agosto 2006    | NEAT                     |
| 330245 - | 2006 QZ99                | August 24, 2006   | LINEAR                   |
| 330246 - | 2006 QA126               | 16 agosto 2006    | NEAT                     |
| 330247 - | 2006 QT183               | 30 agosto 2006    | Lowe, A.                 |
| 330248 - | 2006 RO4                 | 12 settembre 2006 | CSS                      |
| 330249 - | 2006 RA10                | 13 settembre 2006 | NEAT                     |
| 330250 - | 2006 RF19                | 14 settembre 2006 | Spacewatch               |
| 330251 - | 2006 RL38                | 13 settembre 2006 | NEAT                     |
| 330252 - | 2006 RZ39                | 12 settembre 2006 | CSS                      |
| 330253 - | 2006 RF43                | 14 settembre 2006 | Spacewatch               |
| 330254 - | 2006 RA46                | 14 settembre 2006 | Spacewatch               |
| 330255 - | 2006 RZ52                | 14 settembre 2006 | Spacewatch               |
| 330256 - | 2006 RX89                | 15 settembre 2006 | Spacewatch               |
| 330257 - | 2006 RX93                | 15 settembre 2006 | Spacewatch               |
| 330258 - | 2006 RL102               | 14 settembre 2006 | NEAT                     |
| 330259 - | 2006 RL118               | 14 settembre 2006 | Masiero, J.              |
| 330260 - | 2006 SB7                 | 17 settembre 2006 | Spacewatch               |
| 330261 - | 2006 SZ7                 | 16 Settembre 2006 | CSS                      |
| 330262 - | 2006 SN14                | 17 settembre 2006 | CSS                      |
| 330263 - | 2006 SU22                | 17 settembre 2006 | LONEOS                   |
| 330264 - | 2006 SR55                | 18 settembre 2006 | CSS                      |
| 330265 - | 2006 SJ57                | 17 settembre 2006 | Spacewatch               |
| 330266 - | 2006 SR63                | 18 settembre 2006 | CSS                      |
| 330267 - | 2006 SE68                | 19 settembre 2006 | Spacewatch               |
| 330268 - | 2006 SV68                | 19 settembre 2006 | Spacewatch               |
| 330269 - | 2006 SD76                | 19 settembre 2006 | Spacewatch               |
| 330270 - | 2006 SD96                | 18 settembre 2006 | Spacewatch               |
| 330271 - | 2006 SE119               | 18 settembre 2006 | CSS                      |
| 330272 - | 2006 SY130               | 24 settembre 2006 | Molnar, L. A.            |
| 330273 - | 2006 SM136               | 20 settembre 2006 | CSS                      |
| 330274 - | 2006 SK147               | 19 settembre 2006 | Spacewatch               |
| 330275 - | 2006 SE203               | 25 settembre 2006 | Mount Lemmon Survey      |
| 330276 - | 2006 SU208               | 26 settembre 2006 | LINEAR                   |
| 330277 - | 2006 SM217               | 28 settembre 2006 | Spacewatch               |
| 330278 - | 2006 SY255               | 26 settembre 2006 | Spacewatch               |
| 330279 - | 2006 SH274               | 27 settembre 2006 | Spacewatch               |
| 330280 - | 2006 SZ288               | 14 dicembre 2003  | Spacewatch               |
| 330281 - | 2006 SR294               | 25 settembre 2006 | Spacewatch               |
| 330282 - | 2006 SF300               | 26 settembre 2006 | CSS                      |
| 330283 - | 2006 SG304               | 27 settembre 2006 | CSS                      |
| 330284 - | 2006 SF354               | 20 settembre 2006 | LONEOS                   |
| 330285 - | 2006 SA358               | 30 settembre 2006 | Mount Lemmon Survey      |
| 330286 - | 2006 SP391               | 18 settembre 2006 | Spacewatch               |
| 330287 - | 2006 SP394               | 18 settembre 2006 | Spacewatch               |
| 330288 - | 2006 SN401               | 28 settembre 2006 | Mount Lemmon Survey      |
| 330289 - | 2006 SY412               | 17 settembre 2006 | CSS                      |
| 330290 - | 2006 TV6                 | 3 ottobre 2006    | Mount Lemmon Survey      |
| 330291 - | 2006 TT16                | 11 ottobre 2006   | Spacewatch               |
| 330292 - | 2006 TQ20                | 11 ottobre 2006   | Spacewatch               |
| 330293 - | 2006 TK22                | 11 ottobre 2006   | Spacewatch               |
| 330294 - | 2006 TZ33                | 12 ottobre 2006   | NEAT                     |
| 330295 - | 2006 TQ38                | 12 ottobre 2006   | Spacewatch               |
| 330296 - | 2006 TQ44                | 12 ottobre 2006   | Spacewatch               |
| 330297 - | 2006 TX56                | 3 ottobre 2006    | Mount Lemmon Survey      |
| 330298 - | 2006 TH63                | 10 ottobre 2006   | NEAT                     |
| 330299 - | 2006 TM63                | 10 ottobre 2006   | NEAT                     |
| 330300 - | 2006 TO73                | 11 ottobre 2006   | NEAT                     |

## 330301-330400
| Nome     | Designazione provvisoria | Data di scoperta  | Scopritore                 |
| -------- | ------------------------ | ----------------- | -------------------------- |
| 330301 - | 2006 TE74                | 11 ottobre 2006   | NEAT                       |
| 330302 - | 2006 TR74                | 11 ottobre 2006   | NEAT                       |
| 330303 - | 2006 TW74                | 11 ottobre 2006   | NEAT                       |
| 330304 - | 2006 TE75                | 11 ottobre 2006   | NEAT                       |
| 330305 - | 2006 TA76                | 11 ottobre 2006   | NEAT                       |
| 330306 - | 2006 TH92                | 14 ottobre 2006   | Lin, C.-S., Ye, Q.-z.      |
| 330307 - | 2006 TM124               | 3 ottobre 2006    | Mount Lemmon Survey        |
| 330308 - | 2006 TO128               | 1 ottobre 2006    | Spacewatch                 |
| 330309 - | 2006 UL4                 | 16 ottobre 2006   | Spacewatch                 |
| 330310 - | 2006 UN5                 | 16 ottobre 2006   | CSS                        |
| 330311 - | 2006 UV5                 | 16 ottobre 2006   | Spacewatch                 |
| 330312 - | 2006 UR31                | 16 ottobre 2006   | Spacewatch                 |
| 330313 - | 2006 UV31                | 16 ottobre 2006   | Spacewatch                 |
| 330314 - | 2006 UF35                | 16 ottobre 2006   | Spacewatch                 |
| 330315 - | 2006 UL37                | 16 ottobre 2006   | Spacewatch                 |
| 330316 - | 2006 UZ41                | 16 ottobre 2006   | Spacewatch                 |
| 330317 - | 2006 UK55                | 17 ottobre 2006   | Spacewatch                 |
| 330318 - | 2006 UM69                | 16 ottobre 2006   | CSS                        |
| 330319 - | 2006 UJ87                | 17 ottobre 2006   | Mount Lemmon Survey        |
| 330320 - | 2006 UX90                | 17 ottobre 2006   | Spacewatch                 |
| 330321 - | 2006 UV97                | 18 ottobre 2006   | Spacewatch                 |
| 330322 - | 2006 UB102               | 18 ottobre 2006   | Spacewatch                 |
| 330323 - | 2006 UB108               | 18 ottobre 2006   | Spacewatch                 |
| 330324 - | 2006 US120               | 19 ottobre 2006   | Spacewatch                 |
| 330325 - | 2006 UP121               | 19 ottobre 2006   | Spacewatch                 |
| 330326 - | 2006 UK163               | 21 ottobre 2006   | Mount Lemmon Survey        |
| 330327 - | 2006 UZ179               | 16 ottobre 2006   | CSS                        |
| 330328 - | 2006 UJ180               | 16 ottobre 2006   | CSS                        |
| 330329 - | 2006 UO182               | 30 settembre 2006 | CSS                        |
| 330330 - | 2006 UA186               | 17 ottobre 2006   | CSS                        |
| 330331 - | 2006 UJ186               | 30 agosto 2006    | LONEOS                     |
| 330332 - | 2006 UZ192               | 19 ottobre 2006   | CSS                        |
| 330333 - | 2006 UZ208               | 23 ottobre 2006   | Spacewatch                 |
| 330334 - | 2006 UV219               | 16 ottobre 2006   | Spacewatch                 |
| 330335 - | 2006 UC232               | 21 ottobre 2006   | Mount Lemmon Survey        |
| 330336 - | 2006 UG263               | 31 ottobre 2006   | Bickel, W.                 |
| 330337 - | 2006 UT269               | 27 ottobre 2006   | Spacewatch                 |
| 330338 - | 2006 UO272               | 27 ottobre 2006   | Mount Lemmon Survey        |
| 330339 - | 2006 UG280               | 28 ottobre 2006   | Mount Lemmon Survey        |
| 330340 - | 2006 UG325               | 27 settembre 2006 | Mount Lemmon Survey        |
| 330341 - | 2006 UN331               | 23 ottobre 2006   | CSS                        |
| 330342 - | 2006 UQ331               | 28 ottobre 2006   | CSS                        |
| 330343 - | 2006 UE360               | 23 ottobre 2006   | Spacewatch                 |
| 330344 - | 2006 VJ10                | 11 novembre 2006  | Mount Lemmon Survey        |
| 330345 - | 2006 VD12                | 11 novembre 2006  | Mount Lemmon Survey        |
| 330346 - | 2006 VZ14                | 9 novembre 2006   | Spacewatch                 |
| 330347 - | 2006 VE20                | 9 novembre 2006   | Spacewatch                 |
| 330348 - | 2006 VU31                | 11 novembre 2006  | Spacewatch                 |
| 330349 - | 2006 VX32                | 11 novembre 2006  | CSS                        |
| 330350 - | 2006 VF34                | 11 novembre 2006  | CSS                        |
| 330351 - | 2006 VL39                | 12 novembre 2006  | Mount Lemmon Survey        |
| 330352 - | 2006 VE40                | 12 novembre 2006  | Mount Lemmon Survey        |
| 330353 - | 2006 VC41                | 12 novembre 2006  | Mount Lemmon Survey        |
| 330354 - | 2006 VY57                | 11 novembre 2006  | Spacewatch                 |
| 330355 - | 2006 VX65                | 11 novembre 2006  | Spacewatch                 |
| 330356 - | 2006 VX66                | 11 novembre 2006  | CSS                        |
| 330357 - | 2006 VW69                | 11 novembre 2006  | Spacewatch                 |
| 330358 - | 2006 VK92                | 15 novembre 2006  | CSS                        |
| 330359 - | 2006 VL118               | 14 novembre 2006  | Spacewatch                 |
| 330360 - | 2006 VV122               | 14 novembre 2006  | Spacewatch                 |
| 330361 - | 2006 VN140               | 21 ottobre 2006   | Mount Lemmon Survey        |
| 330362 - | 2006 VB161               | 9 novembre 2006   | Rose, A. E., Becker, A. C. |
| 330363 - | 2006 VO172               | 15 novembre 2006  | Mount Lemmon Survey        |
| 330364 - | 2006 VA174               | 1 novembre 2006   | Mount Lemmon Survey        |
| 330365 - | 2006 WG5                 | 16 novembre 2006  | Spacewatch                 |
| 330366 - | 2006 WS18                | 17 novembre 2006  | LINEAR                     |
| 330367 - | 2006 WY28                | 18 novembre 2006  | OAM                        |
| 330368 - | 2006 WF33                | 16 novembre 2006  | Spacewatch                 |
| 330369 - | 2006 WO33                | 16 novembre 2006  | Spacewatch                 |
| 330370 - | 2006 WY39                | 16 novembre 2006  | Spacewatch                 |
| 330371 - | 2006 WW81                | 18 novembre 2006  | Spacewatch                 |
| 330372 - | 2006 WU94                | 19 novembre 2006  | Spacewatch                 |
| 330373 - | 2006 WD102               | 19 novembre 2006  | CSS                        |
| 330374 - | 2006 WD175               | 23 novembre 2006  | Spacewatch                 |
| 330375 - | 2006 WH184               | 28 settembre 2006 | Mount Lemmon Survey        |
| 330376 - | 2006 WK190               | 25 novembre 2006  | CSS                        |
| 330377 - | 2006 WJ194               | 27 novembre 2006  | Mount Lemmon Survey        |
| 330378 - | 2006 WJ198               | 28 novembre 2006  | Mount Lemmon Survey        |
| 330379 - | 2006 XU                  | 10 dicembre 2006  | Ferrando, R.               |
| 330380 - | 2006 XJ4                 | 14 dicembre 2006  | Ory, M.                    |
| 330381 - | 2006 XG8                 | 9 dicembre 2006   | Spacewatch                 |
| 330382 - | 2006 XL9                 | 6 febbraio 2003   | NEAT                       |
| 330383 - | 2006 XF15                | 10 dicembre 2006  | Spacewatch                 |
| 330384 - | 2006 XC16                | 10 dicembre 2006  | Spacewatch                 |
| 330385 - | 2006 XP17                | 10 dicembre 2006  | Spacewatch                 |
| 330386 - | 2006 XR36                | 11 dicembre 2006  | Spacewatch                 |
| 330387 - | 2006 XK47                | 13 dicembre 2006  | CSS                        |
| 330388 - | 2006 XS51                | 14 dicembre 2006  | Mount Lemmon Survey        |
| 330389 - | 2006 XQ58                | 14 dicembre 2006  | Spacewatch                 |
| 330390 - | 2006 YQ1                 | 16 dicembre 2006  | Mount Lemmon Survey        |
| 330391 - | 2006 YL4                 | 16 dicembre 2006  | Mount Lemmon Survey        |
| 330392 - | 2006 YP6                 | 17 dicembre 2006  | LINEAR                     |
| 330393 - | 2006 YJ14                | 24 dicembre 2006  | Sposetti, S.               |
| 330394 - | 2006 YP14                | 25 dicembre 2006  | Healy, D.                  |
| 330395 - | 2006 YE22                | 28 settembre 2006 | Mount Lemmon Survey        |
| 330396 - | 2006 YO32                | 21 dicembre 2006  | Spacewatch                 |
| 330397 - | 2006 YT38                | 21 dicembre 2006  | Spacewatch                 |
| 330398 - | 2006 YO52                | 16 dicembre 2006  | Spacewatch                 |
| 330399 - | 2006 YO55                | 21 dicembre 2006  | Mount Lemmon Survey        |
| 330400 - | 2007 AM6                 | 8 gennaio 2007    | Spacewatch                 |

## 330401-330500
| Nome             | Designazione provvisoria | Data di scoperta | Scopritore               |
| ---------------- | ------------------------ | ---------------- | ------------------------ |
| 330401 -         | 2007 AG25                | 15 gennaio 2007  | CSS                      |
| 330402 -         | 2007 BT13                | 17 gennaio 2007  | Spacewatch               |
| 330403 -         | 2007 BA16                | 17 gennaio 2007  | Spacewatch               |
| 330404 -         | 2007 BJ18                | 17 gennaio 2007  | NEAT                     |
| 330405 -         | 2007 BX19                | 13 dicembre 2006 | Spacewatch               |
| 330406 -         | 2007 BP23                | 27 novembre 2006 | Mount Lemmon Survey      |
| 330407 -         | 2007 BY28                | 24 gennaio 2007  | Nyukasa                  |
| 330408 -         | 2007 BL38                | 24 gennaio 2007  | CSS                      |
| 330409 -         | 2007 BS45                | 15 dicembre 2006 | Mount Lemmon Survey      |
| 330410 -         | 2007 BW47                | 26 gennaio 2007  | Spacewatch               |
| 330411 -         | 2007 BM48                | 17 gennaio 2007  | Spacewatch               |
| 330412 -         | 2007 BL58                | 23 novembre 2006 | Mount Lemmon Survey      |
| 330413 -         | 2007 BP58                | 24 gennaio 2007  | CSS                      |
| 330414 -         | 2007 BQ63                | 27 gennaio 2007  | Mount Lemmon Survey      |
| 330415 -         | 2007 CT7                 | 6 febbraio 2007  | Spacewatch               |
| 330416 -         | 2007 CX13                | 7 febbraio 2007  | Spacewatch               |
| 330417 -         | 2007 CE15                | 2 dicembre 2005  | Spacewatch               |
| 330418 -         | 2007 CD18                | 8 febbraio 2007  | Mount Lemmon Survey      |
| 330419 -         | 2007 CX25                | 9 febbraio 2007  | CSS                      |
| 330420 Tomroman  | 2007 CG26                | 11 febbraio 2007 | Skillman, D. R.          |
| 330421 -         | 2007 CQ26                | 9 febbraio 2007  | Kocher, P.               |
| 330422 -         | 2007 CH27                | 20 aprile 2004   | Spacewatch               |
| 330423 -         | 2007 CN39                | 6 febbraio 2007  | Mount Lemmon Survey      |
| 330424 -         | 2007 CR46                | 8 febbraio 2007  | NEAT                     |
| 330425 -         | 2007 CH47                | 8 febbraio 2007  | NEAT                     |
| 330426 -         | 2007 CC52                | 9 febbraio 2007  | CSS                      |
| 330427 -         | 2007 CL56                | 15 febbraio 2007 | CSS                      |
| 330428 -         | 2007 CM61                | 15 febbraio 2007 | NEAT                     |
| 330429 -         | 2007 CJ62                | 10 febbraio 2007 | Mount Lemmon Survey      |
| 330430 -         | 2007 DW6                 | 1 novembre 2005  | Mount Lemmon Survey      |
| 330431 -         | 2007 DH10                | 17 febbraio 2007 | Spacewatch               |
| 330432 -         | 2007 DN12                | 16 febbraio 2007 | CSS                      |
| 330433 -         | 2007 DY12                | 16 febbraio 2007 | Mount Lemmon Survey      |
| 330434 -         | 2007 DS13                | 1 ottobre 2005   | Mount Lemmon Survey      |
| 330435 -         | 2007 DF34                | 17 febbraio 2007 | Spacewatch               |
| 330436 -         | 2007 DR34                | 17 febbraio 2007 | Spacewatch               |
| 330437 -         | 2007 DT39                | 19 febbraio 2007 | Spacewatch               |
| 330438 -         | 2007 DH48                | 21 febbraio 2007 | Mount Lemmon Survey      |
| 330439 -         | 2007 DR55                | 21 febbraio 2007 | Spacewatch               |
| 330440 Davinadon | 2007 DQ60                | 23 febbraio 2007 | Lowe, A.                 |
| 330441 -         | 2007 DH76                | 21 febbraio 2007 | Spacewatch               |
| 330442 -         | 2007 DC87                | 23 febbraio 2007 | Spacewatch               |
| 330443 -         | 2007 DF92                | 23 febbraio 2007 | Spacewatch               |
| 330444 -         | 2007 DP96                | 23 febbraio 2007 | Mount Lemmon Survey      |
| 330445 -         | 2007 DQ105               | 17 febbraio 2007 | Mount Lemmon Survey      |
| 330446 -         | 2007 DW106               | 23 febbraio 2007 | Spacewatch               |
| 330447 -         | 2007 DF109               | 27 dicembre 2006 | CSS                      |
| 330448 -         | 2007 DN109               | 17 febbraio 2007 | Spacewatch               |
| 330449 -         | 2007 EH5                 | 9 marzo 2007     | Spacewatch               |
| 330450 -         | 2007 EZ5                 | 9 marzo 2007     | Mount Lemmon Survey      |
| 330451 -         | 2007 EP7                 | 9 marzo 2007     | Mount Lemmon Survey      |
| 330452 -         | 2007 EN12                | 9 marzo 2007     | NEAT                     |
| 330453 -         | 2007 EC17                | 8 febbraio 2002  | Spacewatch               |
| 330454 -         | 2007 EX19                | 23 febbraio 2007 | Mount Lemmon Survey      |
| 330455 Anbrysse  | 2007 EV31                | 9 novembre 2005  | De Cat, P.               |
| 330456 -         | 2007 EK38                | 11 marzo 2007    | LONEOS                   |
| 330457 -         | 2007 EN42                | 9 marzo 2007     | Spacewatch               |
| 330458 -         | 2007 ES117               | 13 marzo 2007    | Mount Lemmon Survey      |
| 330459 -         | 2007 EL128               | 9 marzo 2007     | Mount Lemmon Survey      |
| 330460 -         | 2007 EV139               | 12 marzo 2007    | Spacewatch               |
| 330461 -         | 2007 EA146               | 12 marzo 2007    | Mount Lemmon Survey      |
| 330462 -         | 2007 EK148               | 12 marzo 2007    | Mount Lemmon Survey      |
| 330463 -         | 2007 EQ153               | 12 marzo 2007    | Mount Lemmon Survey      |
| 330464 -         | 2007 EJ159               | 14 marzo 2007    | Mount Lemmon Survey      |
| 330465 -         | 2007 EC160               | 14 marzo 2007    | Spacewatch               |
| 330466 -         | 2007 EV171               | 13 marzo 2007    | Mount Lemmon Survey      |
| 330467 -         | 2007 EL183               | 12 marzo 2007    | Mount Lemmon Survey      |
| 330468 -         | 2007 EH195               | 15 marzo 2007    | Spacewatch               |
| 330469 -         | 2007 EO195               | 15 marzo 2007    | Spacewatch               |
| 330470 -         | 2007 EJ199               | 13 marzo 2007    | CSS                      |
| 330471 -         | 2007 ER199               | 9 marzo 2007     | CSS                      |
| 330472 -         | 2007 EX199               | 10 marzo 2007    | Mount Lemmon Survey      |
| 330473 -         | 2007 ET204               | 11 marzo 2007    | Mount Lemmon Survey      |
| 330474 -         | 2007 EZ218               | 13 marzo 2007    | Spacewatch               |
| 330475 -         | 2007 EL219               | 15 marzo 2007    | Spacewatch               |
| 330476 -         | 2007 FH6                 | 17 agosto 2004   | Young, J. W.             |
| 330477 -         | 2007 FZ6                 | 16 marzo 2007    | Mount Lemmon Survey      |
| 330478 -         | 2007 FU30                | 20 marzo 2007    | Mount Lemmon Survey      |
| 330479 -         | 2007 FL49                | 26 marzo 2007    | CSS                      |
| 330480 -         | 2007 GE9                 | 8 aprile 2007    | Spacewatch               |
| 330481 -         | 2007 GU17                | 11 aprile 2007   | Spacewatch               |
| 330482 -         | 2007 GX20                | 11 aprile 2007   | Mount Lemmon Survey      |
| 330483 -         | 2007 GY24                | 11 aprile 2007   | Klet                     |
| 330484 -         | 2007 GX39                | 14 aprile 2007   | Spacewatch               |
| 330485 -         | 2007 GB44                | 14 aprile 2007   | Mount Lemmon Survey      |
| 330486 -         | 2007 GV44                | 14 aprile 2007   | Spacewatch               |
| 330487 -         | 2007 GB45                | 14 aprile 2007   | Spacewatch               |
| 330488 -         | 2007 GC55                | 15 aprile 2007   | Spacewatch               |
| 330489 -         | 2007 GS63                | 15 aprile 2007   | Spacewatch               |
| 330490 -         | 2007 GZ72                | 15 aprile 2007   | CSS                      |
| 330491 -         | 2007 GL75                | 14 aprile 2007   | Spacewatch               |
| 330492 -         | 2007 HM1                 | 16 aprile 2007   | LINEAR                   |
| 330493 -         | 2007 HJ14                | 15 aprile 2007   | Spacewatch               |
| 330494 -         | 2007 HO16                | 16 aprile 2007   | Mount Lemmon Survey      |
| 330495 -         | 2007 HO24                | 18 aprile 2007   | Spacewatch               |
| 330496 -         | 2007 HL56                | 22 aprile 2007   | Spacewatch               |
| 330497 -         | 2007 JS3                 | 25 aprile 2007   | Spacewatch               |
| 330498 -         | 2007 KY1                 | 18 maggio 2007   | Hoenig, S. F., Teamo, N. |
| 330499 -         | 2007 LT7                 | 8 giugno 2007    | Spacewatch               |
| 330500 -         | 2007 LX9                 | 9 giugno 2007    | Spacewatch               |

## 330501-330600
| Nome     | Designazione provvisoria | Data di scoperta  | Scopritore           |
| -------- | ------------------------ | ----------------- | -------------------- |
| 330501 - | 2007 LE13                | 10 giugno 2007    | Spacewatch           |
| 330502 - | 2007 LK13                | 10 giugno 2007    | Spacewatch           |
| 330503 - | 2007 LH17                | 10 giugno 2007    | Spacewatch           |
| 330504 - | 2007 LL17                | 10 giugno 2007    | Spacewatch           |
| 330505 - | 2007 LT17                | 10 giugno 2007    | Spacewatch           |
| 330506 - | 2007 LX18                | 9 giugno 2007     | CSS                  |
| 330507 - | 2007 LE26                | 14 giugno 2007    | Spacewatch           |
| 330508 - | 2007 LV28                | 15 giugno 2007    | CSS                  |
| 330509 - | 2007 MX1                 | 18 giugno 2007    | Spacewatch           |
| 330510 - | 2007 MR7                 | 18 giugno 2007    | Spacewatch           |
| 330511 - | 2007 NJ3                 | 14 luglio 2007    | Chante-Perdrix       |
| 330512 - | 2007 NO4                 | 15 lug 2007       | Crni Vrh             |
| 330513 - | 2007 RX16                | 12 settembre 2007 | LUSS                 |
| 330514 - | 2007 RB84                | 10 settembre 2007 | Spacewatch           |
| 330515 - | 2007 RQ275               | 8 settembre 2007  | Siding Spring Survey |
| 330516 - | 2007 RZ302               | 14 settembre 2007 | LONEOS               |
| 330517 - | 2007 RC311               | 2 settembre 2007  | Siding Spring Survey |
| 330518 - | 2007 SH5                 | 18 settembre 2007 | LINEAR               |
| 330519 - | 2007 TC49                | 4 ottobre 2007    | Spacewatch           |
| 330520 - | 2007 TV84                | 8 ottobre 2007    | CSS                  |
| 330521 - | 2007 TC109               | 7 ottobre 2007    | CSS                  |
| 330522 - | 2007 TO127               | 6 ottobre 2007    | Spacewatch           |
| 330523 - | 2007 TJ156               | 9 ottobre 2007    | LINEAR               |
| 330524 - | 2007 TL216               | 7 ottobre 2007    | Spacewatch           |
| 330525 - | 2007 TH234               | 8 ottobre 2007    | Spacewatch           |
| 330526 - | 2007 TL245               | 8 ottobre 2007    | Mount Lemmon Survey  |
| 330527 - | 2007 TT306               | 8 ottobre 2007    | Mount Lemmon Survey  |
| 330528 - | 2007 UC47                | 10 ottobre 2007   | CSS                  |
| 330529 - | 2007 VA18                | 1 novembre 2007   | Mount Lemmon Survey  |
| 330530 - | 2007 VW226               | 11 novembre 2007  | Mount Lemmon Survey  |
| 330531 - | 2007 VD273               | 12 novembre 2007  | CSS                  |
| 330532 - | 2007 WW14                | 18 novembre 2007  | Mount Lemmon Survey  |
| 330533 - | 2007 XZ15                | 8 dicembre 2007   | OAM                  |
| 330534 - | 2007 XR32                | 15 dicembre 2007  | Spacewatch           |
| 330535 - | 2007 YL42                | 30 dicembre 2007  | CSS                  |
| 330536 - | 2007 YM62                | 30 dicembre 2007  | Spacewatch           |
| 330537 - | 2007 YB65                | 31 dicembre 2007  | Spacewatch           |
| 330538 - | 2007 YK68                | 31 dicembre 2007  | Spacewatch           |
| 330539 - | 2007 YL72                | 18 dicembre 2007  | Mount Lemmon Survey  |
| 330540 - | 2008 AC3                 | 7 gennaio 2008    | LUSS                 |
| 330541 - | 2008 AK9                 | 10 gennaio 2008   | Mount Lemmon Survey  |
| 330542 - | 2008 AH16                | 10 gennaio 2008   | Mount Lemmon Survey  |
| 330543 - | 2008 AR55                | 8 novembre 2007   | Mount Lemmon Survey  |
| 330544 - | 2008 AZ63                | 11 gennaio 2008   | Spacewatch           |
| 330545 - | 2008 AH65                | 11 gennaio 2008   | Mount Lemmon Survey  |
| 330546 - | 2008 AC70                | 12 gennaio 2008   | Mount Lemmon Survey  |
| 330547 - | 2008 AK72                | 1 gennaio 2008    | Spacewatch           |
| 330548 - | 2008 AC89                | 4 novembre 2007   | Mount Lemmon Survey  |
| 330549 - | 2008 AY95                | 18 dicembre 2007  | Mount Lemmon Survey  |
| 330550 - | 2008 AW99                | 14 gennaio 2008   | Spacewatch           |
| 330551 - | 2008 AF105               | 3 novembre 2007   | Mount Lemmon Survey  |
| 330552 - | 2008 BV9                 | 16 gennaio 2008   | Spacewatch           |
| 330553 - | 2008 BN15                | 28 gennaio 2008   | LUSS                 |
| 330554 - | 2008 BN17                | 30 gennaio 2008   | CSS                  |
| 330555 - | 2008 BA19                | 11 gennaio 2008   | Spacewatch           |
| 330556 - | 2008 BX25                | 1 gennaio 2008    | Spacewatch           |
| 330557 - | 2008 BE30                | 30 gennaio 2008   | CSS                  |
| 330558 - | 2008 BH37                | 31 gennaio 2008   | Mount Lemmon Survey  |
| 330559 - | 2008 BQ39                | 30 gennaio 2008   | CSS                  |
| 330560 - | 2008 BO45                | 22 Ottobre, 2003  | Spacewatch           |
| 330561 - | 2008 CT5                 | 6 febbraio 2008   | LINEAR               |
| 330562 - | 2008 CG14                | 16 gennaio 2004   | Spacewatch           |
| 330563 - | 2008 CB17                | 3 febbraio 2008   | Spacewatch           |
| 330564 - | 2008 CN21                | 7 febbraio 2008   | Spacewatch           |
| 330565 - | 2008 CC25                | 1 febbraio 2008   | Spacewatch           |
| 330566 - | 2008 CR35                | 2 febbraio 2008   | Spacewatch           |
| 330567 - | 2008 CP40                | 2 febbraio 2008   | Spacewatch           |
| 330568 - | 2008 CR42                | 2 febbraio 2008   | Spacewatch           |
| 330569 - | 2008 CU46                | 2 febbraio 2008   | Spacewatch           |
| 330570 - | 2008 CR47                | 3 febbraio 2008   | Spacewatch           |
| 330571 - | 2008 CC48                | 3 febbraio 2008   | CSS                  |
| 330572 - | 2008 CZ49                | 6 febbraio 2008   | CSS                  |
| 330573 - | 2008 CN65                | 8 febbraio 2008   | Spacewatch           |
| 330574 - | 2008 CZ68                | 7 febbraio 2008   | Bickel, W.           |
| 330575 - | 2008 CW73                | 7 febbraio 2008   | Spacewatch           |
| 330576 - | 2008 CC76                | 3 febbraio 2008   | Spacewatch           |
| 330577 - | 2008 CQ83                | 7 febbraio 2008   | Spacewatch           |
| 330578 - | 2008 CS88                | 7 febbraio 2008   | Mount Lemmon Survey  |
| 330579 - | 2008 CK90                | 8 febbraio 2008   | CSS                  |
| 330580 - | 2008 CU95                | 8 febbraio 2008   | Spacewatch           |
| 330581 - | 2008 CE108               | 9 febbraio 2008   | CSS                  |
| 330582 - | 2008 CY108               | 9 febbraio 2008   | Spacewatch           |
| 330583 - | 2008 CZ120               | 6 febbraio 2008   | CSS                  |
| 330584 - | 2008 CP123               | 7 febbraio 2008   | Mount Lemmon Survey  |
| 330585 - | 2008 CQ129               | 8 febbraio 2008   | Spacewatch           |
| 330586 - | 2008 CH135               | 15 gennaio 2008   | Mount Lemmon Survey  |
| 330587 - | 2008 CU144               | 9 febbraio 2008   | Spacewatch           |
| 330588 - | 2008 CW154               | 9 febbraio 2008   | Spacewatch           |
| 330589 - | 2008 CB155               | 2 febbraio 2008   | Spacewatch           |
| 330590 - | 2008 CT156               | 9 febbraio 2008   | Spacewatch           |
| 330591 - | 2008 CA158               | 9 febbraio 2008   | CSS                  |
| 330592 - | 2008 CJ162               | 10 febbraio 2008  | LONEOS               |
| 330593 - | 2008 CU188               | 13 febbraio 2008  | CSS                  |
| 330594 - | 2008 CB196               | 7 febbraio 2008   | Mount Lemmon Survey  |
| 330595 - | 2008 CU209               | 6 febbraio 2008   | CSS                  |
| 330596 - | 2008 DU2                 | 24 febbraio 2008  | Spacewatch           |
| 330597 - | 2008 DO6                 | 24 febbraio 2008  | Mount Lemmon Survey  |
| 330598 - | 2008 DZ9                 | 26 febbraio 2008  | Spacewatch           |
| 330599 - | 2008 DY15                | 27 febbraio 2008  | CSS                  |
| 330600 - | 2008 DR17                | 24 febbraio 2008  | Spacewatch           |

## 330601-330700
| Nome              | Designazione provvisoria | Data di scoperta  | Scopritore             |
| ----------------- | ------------------------ | ----------------- | ---------------------- |
| 330601 -          | 2008 DG19                | 15 gennaio 2008   | Mount Lemmon Survey    |
| 330602 -          | 2008 DL32                | 27 febbraio 2008  | Spacewatch             |
| 330603 -          | 2008 DS32                | 27 febbraio 2008  | Spacewatch             |
| 330604 -          | 2008 DJ33                | 11 febbraio 2008  | Mount Lemmon Survey    |
| 330605 -          | 2008 DA37                | 27 febbraio 2008  | CSS                    |
| 330606 -          | 2008 DF48                | 28 febbraio 2008  | Mount Lemmon Survey    |
| 330607 -          | 2008 DC54                | 26 febbraio 2008  | LONEOS                 |
| 330608 -          | 2008 DV65                | 28 febbraio 2008  | Mount Lemmon Survey    |
| 330609 -          | 2008 DP67                | 29 febbraio 2008  | Spacewatch             |
| 330610 -          | 2008 DD70                | 28 febbraio 2008  | CSS                    |
| 330611 -          | 2008 DU78                | 24 maggio 2001    | Buie, M. W.            |
| 330612 -          | 2008 DJ79                | 27 febbraio 2008  | CSS                    |
| 330613 -          | 2008 DT80                | 18 febbraio 2008  | Mount Lemmon Survey    |
| 330614 -          | 2008 DK81                | 27 febbraio 2008  | Spacewatch             |
| 330615 -          | 2008 DO82                | 28 febbraio 2008  | Spacewatch             |
| 330616 -          | 2008 DN85                | 28 febbraio 2008  | Spacewatch             |
| 330617 -          | 2008 DQ88                | 26 febbraio 2008  | Spacewatch             |
| 330618 -          | 2008 ET4                 | 2 marzo 2008      | Mount Lemmon Survey    |
| 330619 -          | 2008 EW7                 | 1 marzo 2008      | OAM                    |
| 330620 -          | 2008 EC10                | 3 febbraio 2008   | Spacewatch             |
| 330621 -          | 2008 EB19                | 2 marzo 2008      | CSS                    |
| 330622 -          | 2008 EP26                | 4 marzo 2008      | Spacewatch             |
| 330623 -          | 2008 EX33                | 1 marzo 2008      | Mount Lemmon Survey    |
| 330624 -          | 2008 EF34                | 2 marzo 2008      | CSS                    |
| 330625 -          | 2008 EJ39                | 4 marzo 2008      | Spacewatch             |
| 330626 -          | 2008 EW54                | 6 marzo 2008      | Spacewatch             |
| 330627 -          | 2008 ED74                | 7 marzo 2008      | Spacewatch             |
| 330628 -          | 2008 EW77                | 7 marzo 2008      | Spacewatch             |
| 330629 -          | 2008 EJ78                | 7 marzo 2008      | Spacewatch             |
| 330630 -          | 2008 EK78                | 7 marzo 2008      | Spacewatch             |
| 330631 -          | 2008 ES82                | 18 dicembre 2007  | Mount Lemmon Survey    |
| 330632 -          | 2008 EV83                | 8 marzo 2008      | Mount Lemmon Survey    |
| 330633 -          | 2008 EK122               | 9 marzo 2008      | Spacewatch             |
| 330634 Boico      | 2008 EY131               | 11 marzo 2008     | EURONEAR               |
| 330635 -          | 2008 EG136               | 11 marzo 2008     | Spacewatch             |
| 330636 -          | 2008 EW147               | 1 marzo 2008      | Spacewatch             |
| 330637 -          | 2008 EM152               | 10 marzo 2008     | Spacewatch             |
| 330638 -          | 2008 EX164               | 31 luglio 2005    | NEAT                   |
| 330639 -          | 2008 FY                  | 13 febbraio 2008  | Spacewatch             |
| 330640 Yangxuejun | 2008 FX2                 | 3 marzo 2008      | PMO NEO Survey Program |
| 330641 -          | 2008 FP25                | 27 marzo 2008     | Spacewatch             |
| 330642 -          | 2008 FQ28                | 28 marzo 2008     | Spacewatch             |
| 330643 -          | 2008 FJ37                | 28 marzo 2008     | Spacewatch             |
| 330644 -          | 2008 FB39                | 28 marzo 2008     | Spacewatch             |
| 330645 -          | 2008 FF40                | 28 marzo 2008     | Spacewatch             |
| 330646 -          | 2008 FL40                | 28 marzo 2008     | Spacewatch             |
| 330647 -          | 2008 FU52                | 28 marzo 2008     | Mount Lemmon Survey    |
| 330648 -          | 2008 FB56                | 28 marzo 2008     | Mount Lemmon Survey    |
| 330649 -          | 2008 FX60                | 29 marzo 2008     | Mount Lemmon Survey    |
| 330650 -          | 2008 FG78                | 27 marzo 2008     | Mount Lemmon Survey    |
| 330651 -          | 2008 FA85                | 28 marzo 2008     | Mount Lemmon Survey    |
| 330652 -          | 2008 FB89                | 28 marzo 2008     | Mount Lemmon Survey    |
| 330653 -          | 2008 FV109               | 31 marzo 2008     | Mount Lemmon Survey    |
| 330654 -          | 2008 FA113               | 31 marzo 2008     | Spacewatch             |
| 330655 -          | 2008 FH113               | 31 marzo 2008     | Spacewatch             |
| 330656 -          | 2008 FW125               | 31 marzo 2008     | Mount Lemmon Survey    |
| 330657 -          | 2008 FL128               | 28 marzo 2008     | Mount Lemmon Survey    |
| 330658 -          | 2008 FG132               | 26 marzo 2008     | Mount Lemmon Survey    |
| 330659 -          | 2008 GG2                 | 5 aprile 2008     | LINEAR                 |
| 330660 -          | 2008 GS60                | 5 aprile 2008     | CSS                    |
| 330661 -          | 2008 GW70                | 7 aprile 2008     | Spacewatch             |
| 330662 -          | 2008 GC73                | 7 aprile 2008     | Mount Lemmon Survey    |
| 330663 -          | 2008 GS73                | 7 aprile 2008     | Mount Lemmon Survey    |
| 330664 -          | 2008 GC83                | 8 aprile 2008     | Spacewatch             |
| 330665 -          | 2008 GR87                | 5 aprile 2008     | Mount Lemmon Survey    |
| 330666 -          | 2008 GQ90                | 6 aprile 2008     | Mount Lemmon Survey    |
| 330667 -          | 2008 GL95                | 8 aprile 2008     | Spacewatch             |
| 330668 -          | 2008 GZ98                | 30 settembre 2006 | Mount Lemmon Survey    |
| 330669 -          | 2008 GE101               | 9 aprile 2008     | Spacewatch             |
| 330670 -          | 2008 GP122               | 24 novembre 2006  | Mount Lemmon Survey    |
| 330671 -          | 2008 GV130               | 6 aprile 2008     | Mount Lemmon Survey    |
| 330672 -          | 2008 GE132               | 8 aprile 2008     | Spacewatch             |
| 330673 -          | 2008 GM137               | 6 aprile 2008     | Spacewatch             |
| 330674 -          | 2008 GN143               | 4 aprile 2008     | Mount Lemmon Survey    |
| 330675 -          | 2008 HK4                 | 28 aprile 2008    | OAM                    |
| 330676 -          | 2008 HV5                 | 24 aprile 2008    | Spacewatch             |
| 330677 -          | 2008 HX5                 | 24 aprile 2008    | Spacewatch             |
| 330678 -          | 2008 HY17                | 1 aprile 2008     | Mount Lemmon Survey    |
| 330679 -          | 2008 HF23                | 27 aprile 2008    | Spacewatch             |
| 330680 -          | 2008 HV25                | 6 aprile 2008     | Spacewatch             |
| 330681 -          | 2008 HF37                | 30 aprile 2008    | Mount Lemmon Survey    |
| 330682 -          | 2008 HG38                | 10 marzo 2008     | Spacewatch             |
| 330683 -          | 2008 HE39                | 26 aprile 2008    | Mount Lemmon Survey    |
| 330684 -          | 2008 HJ46                | 28 aprile 2008    | Spacewatch             |
| 330685 -          | 2008 HM56                | 3 aprile 2008     | Spacewatch             |
| 330686 -          | 2008 HF61                | 30 aprile 2008    | Spacewatch             |
| 330687 -          | 2008 HD67                | 25 aprile 2008    | Spacewatch             |
| 330688 -          | 2008 HR69                | 29 aprile 2008    | Mount Lemmon Survey    |
| 330689 -          | 2008 JP1                 | 2 maggio 2008     | Mount Lemmon Survey    |
| 330690 -          | 2008 JX2                 | 3 maggio 2008     | Kugel, F.              |
| 330691 -          | 2008 JT11                | 3 maggio 2008     | Spacewatch             |
| 330692 -          | 2008 JG23                | 7 maggio 2008     | Spacewatch             |
| 330693 -          | 2008 JL28                | 8 maggio 2008     | Spacewatch             |
| 330694 -          | 2008 JP28                | 8 maggio 2008     | Spacewatch             |
| 330695 -          | 2008 KF2                 | 26 maggio 2008    | Spacewatch             |
| 330696 -          | 2008 KC9                 | 27 maggio 2008    | Spacewatch             |
| 330697 -          | 2008 KZ11                | 29 maggio 2008    | Young, J. W.           |
| 330698 -          | 2008 KT12                | 27 maggio 2008    | Spacewatch             |
| 330699 -          | 2008 KU13                | 27 maggio 2008    | Spacewatch             |
| 330700 -          | 2008 KZ17                | 28 maggio 2008    | Spacewatch             |

## 330701-330800
| Nome                  | Designazione provvisoria | Data di scoperta  | Scopritore               |
| --------------------- | ------------------------ | ----------------- | ------------------------ |
| 330701 -              | 2008 KA30                | 29 maggio 2008    | Spacewatch               |
| 330702 -              | 2008 LW4                 | 3 giugno 2008     | Mount Lemmon Survey      |
| 330703 -              | 2008 LR10                | 6 giugno 2008     | Spacewatch               |
| 330704 -              | 2008 LX13                | 7 giugno 2008     | CSS                      |
| 330705 -              | 2008 LR15                | 9 giugno 2008     | Spacewatch               |
| 330706 -              | 2008 MY                  | 27 giu 2008       | Siding Spring Survey     |
| 330707 -              | 2008 NC5                 | 3 luglio 2008     | Siding Spring Survey     |
| 330708 -              | 2008 OS                  | 25 luglio 2008    | OAM                      |
| 330709 -              | 2008 OV7                 | 28 luglio 2008    | OAM                      |
| 330710 -              | 2008 OD11                | 18 settembre 2004 | LINEAR                   |
| 330711 -              | 2008 OM14                | 24 dicembre 2005  | Spacewatch               |
| 330712 Rhodescolossus | 2008 PR1                 | 3 agosto 2008     | Casulli, V. S.           |
| 330713 -              | 2008 PC8                 | 5 agosto 2008     | OAM                      |
| 330714 -              | 2008 PB10                | 5 agosto 2008     | OAM                      |
| 330715 -              | 2008 PO14                | 10 agosto 2008    | Kugel, F.                |
| 330716 -              | 2008 PS20                | 5 agosto 2008     | Siding Spring Survey     |
| 330717 -              | 2008 PZ20                | 2 agosto 2008     | Siding Spring Survey     |
| 330718 -              | 2008 QT4                 | 20 agosto 2008    | Spacewatch               |
| 330719 -              | 2008 QH6                 | 28 luglio 2008    | Mount Lemmon Survey      |
| 330720 -              | 2008 QR23                | 30 Ago 2008       | Bickel, W.               |
| 330721 -              | 2008 QZ25                | 29 agosto 2008    | OAM                      |
| 330722 -              | 2008 QT34                | 24 agosto 2008    | OAM                      |
| 330723 -              | 2008 QX43                | 23 agosto 2008    | Siding Spring Survey     |
| 330724 -              | 2008 QZ46                | 21 agosto 2008    | Spacewatch               |
| 330725 -              | 2008 RM22                | 3 settembre 2008  | OAM                      |
| 330726 -              | 2008 RE47                | 2 settembre 2008  | Spacewatch               |
| 330727 -              | 2008 RO74                | 6 settembre 2008  | CSS                      |
| 330728 -              | 2008 RA91                | 6 settembre 2008  | Mount Lemmon Survey      |
| 330729 -              | 2008 RP95                | 7 settembre 2008  | CSS                      |
| 330730 -              | 2008 RK103               | 5 settembre 2008  | Spacewatch               |
| 330731 -              | 2008 RV112               | 5 settembre 2008  | Spacewatch               |
| 330732 -              | 2008 RH119               | 4 settembre 2008  | Spacewatch               |
| 330733 -              | 2008 RA137               | 4 settembre 2008  | Spacewatch               |
| 330734 -              | 2008 RE140               | 8 febbraio 2002   | Buie, M. W.              |
| 330735 -              | 2008 SB16                | 4 settembre 2008  | Spacewatch               |
| 330736 -              | 2008 SQ21                | 19 settembre 2008 | Spacewatch               |
| 330737 -              | 2008 SS25                | 22 agosto 2008    | Spacewatch               |
| 330738 -              | 2008 SS29                | 4 settembre 2008  | Spacewatch               |
| 330739 -              | 2008 SX30                | 20 settembre 2008 | Spacewatch               |
| 330740 -              | 2008 SN31                | 20 settembre 2008 | Spacewatch               |
| 330741 -              | 2008 ST34                | 20 settembre 2008 | Spacewatch               |
| 330742 -              | 2008 SH65                | 21 settembre 2008 | Mount Lemmon Survey      |
| 330743 -              | 2008 SV86                | 20 settembre 2008 | Spacewatch               |
| 330744 -              | 2008 SZ91                | 21 settembre 2008 | Spacewatch               |
| 330745 -              | 2008 SW113               | 22 settembre 2008 | Spacewatch               |
| 330746 -              | 2008 SC114               | 22 settembre 2008 | Spacewatch               |
| 330747 -              | 2008 SX121               | 22 settembre 2008 | Mount Lemmon Survey      |
| 330748 -              | 2008 SE124               | 22 settembre 2008 | Mount Lemmon Survey      |
| 330749 -              | 2008 SO131               | 22 settembre 2008 | Spacewatch               |
| 330750 -              | 2008 SD135               | 23 settembre 2008 | CSS                      |
| 330751 -              | 2008 SV145               | 21 settembre 2008 | Bickel, W.               |
| 330752 -              | 2008 SO147               | 25 settembre 2008 | Bickel, W.               |
| 330753 -              | 2008 ST148               | 27 settembre 2008 | Andrushivka              |
| 330754 -              | 2008 SO149               | 28 settembre 2008 | Kugel, F.                |
| 330755 -              | 2008 SA171               | 21 settembre 2008 | Mount Lemmon Survey      |
| 330756 -              | 2008 SO178               | 24 ottobre 2003   | Sloan Digital Sky Survey |
| 330757 -              | 2008 SE199               | 26 settembre 2008 | Mount Lemmon Survey      |
| 330758 -              | 2008 SR199               | 26 settembre 2008 | Spacewatch               |
| 330759 -              | 2008 SO218               | 30 settembre 2008 | Mount Lemmon Survey      |
| 330760 -              | 2008 SQ253               | 21 settembre 2008 | Siding Spring Survey     |
| 330761 -              | 2008 SR256               | 21 settembre 2008 | Spacewatch               |
| 330762 -              | 2008 SZ256               | 21 settembre 2008 | CSS                      |
| 330763 -              | 2008 SW259               | 23 settembre 2008 | Spacewatch               |
| 330764 -              | 2008 SR264               | 25 settembre 2008 | Spacewatch               |
| 330765 -              | 2008 SD269               | 30 settembre 2008 | Mount Lemmon Survey      |
| 330766 -              | 2008 SL272               | 23 settembre 2008 | Mount Lemmon Survey      |
| 330767 -              | 2008 ST273               | 6 settembre 2008  | Spacewatch               |
| 330768 -              | 2008 SE274               | 28 settembre 2008 | LINEAR                   |
| 330769 -              | 2008 SE296               | 28 settembre 2008 | CSS                      |
| 330770 -              | 2008 SU300               | 23 settembre 2008 | LINEAR                   |
| 330771 -              | 2008 SJ301               | 23 settembre 2008 | LINEAR                   |
| 330772 -              | 2008 TW1                 | 3 ottobre 2008    | Pla D'Arguines           |
| 330773 -              | 2008 TR3                 | 4 ottobre 2008    | Crni Vrh                 |
| 330774 -              | 2008 TA6                 | 3 ottobre 2008    | OAM                      |
| 330775 -              | 2008 TL6                 | 3 ottobre 2008    | OAM                      |
| 330776 -              | 2008 TH31                | 1 ottobre 2008    | Spacewatch               |
| 330777 -              | 2008 TB37                | 1 ottobre 2008    | CSS                      |
| 330778 -              | 2008 TH44                | 1 ottobre 2008    | Mount Lemmon Survey      |
| 330779 -              | 2008 TV48                | 2 ottobre 2008    | Spacewatch               |
| 330780 -              | 2008 TZ54                | 2 ottobre 2008    | Spacewatch               |
| 330781 -              | 2008 TW61                | 2 ottobre 2008    | Spacewatch               |
| 330782 -              | 2008 TE101               | 9 settembre 2008  | Mount Lemmon Survey      |
| 330783 -              | 2008 TZ105               | 6 ottobre 2008    | Mount Lemmon Survey      |
| 330784 -              | 2008 TH122               | 7 ottobre 2008    | CSS                      |
| 330785 -              | 2008 TE162               | 10 ottobre 2008   | CSS                      |
| 330786 -              | 2008 TO177               | 1 ottobre 2008    | CSS                      |
| 330787 -              | 2008 UX43                | 20 ottobre 2008   | Mount Lemmon Survey      |
| 330788 -              | 2008 UK75                | 21 ottobre 2008   | Spacewatch               |
| 330789 -              | 2008 UN117               | 22 ottobre 2008   | Spacewatch               |
| 330790 -              | 2008 UV130               | 23 ottobre 2008   | Spacewatch               |
| 330791 -              | 2008 UQ136               | 23 ottobre 2008   | Spacewatch               |
| 330792 -              | 2008 UO160               | 23 ottobre 2008   | Spacewatch               |
| 330793 -              | 2008 UR174               | 24 ottobre 2008   | CSS                      |
| 330794 -              | 2008 UW180               | 24 ottobre 2008   | Spacewatch               |
| 330795 -              | 2008 UQ202               | 26 ottobre 2008   | LINEAR                   |
| 330796 -              | 2008 UK205               | 27 ottobre 2008   | CSS                      |
| 330797 -              | 2008 UA255               | 27 ottobre 2008   | Mount Lemmon Survey      |
| 330798 -              | 2008 UM255               | 25 febbraio 2006  | LONEOS                   |
| 330799 -              | 2008 UE283               | 26 marzo 2006     | Mount Lemmon Survey      |
| 330800 -              | 2008 UL307               | 30 ottobre 2008   | CSS                      |

## 330801-330900
| Nome               | Designazione provvisoria | Data di scoperta  | Scopritore              |
| ------------------ | ------------------------ | ----------------- | ----------------------- |
| 330801 -           | 2008 UZ312               | 30 ottobre 2008   | Spacewatch              |
| 330802 -           | 2008 UV313               | 30 ottobre 2008   | Mount Lemmon Survey     |
| 330803 -           | 2008 UF331               | 31 ottobre 2008   | Mount Lemmon Survey     |
| 330804 -           | 2008 UU334               | 20 ottobre 2008   | Spacewatch              |
| 330805 -           | 2008 UV344               | 30 ottobre 2008   | Spacewatch              |
| 330806 -           | 2008 UW345               | 26 ottobre 2008   | Siding Spring Survey    |
| 330807 -           | 2008 UD361               | 25 ottobre 2008   | CSS                     |
| 330808 -           | 2008 UU370               | 26 ottobre 2008   | Mount Lemmon Survey     |
| 330809 -           | 2008 VK14                | 8 novembre 2008   | LINEAR                  |
| 330810 -           | 2008 VO21                | 1 novembre 2008   | Mount Lemmon Survey     |
| 330811 -           | 2008 VK27                | 2 novembre 2008   | Spacewatch              |
| 330812 -           | 2008 VX34                | 2 novembre 2008   | Mount Lemmon Survey     |
| 330813 -           | 2008 VZ49                | 4 novembre 2008   | Spacewatch              |
| 330814 -           | 2008 VK53                | 6 novembre 2008   | CSS                     |
| 330815 -           | 2008 VU65                | 2 novembre 2008   | Mount Lemmon Survey     |
| 330816 -           | 2008 VG75                | 2 novembre 2008   | CSS                     |
| 330817 -           | 2008 WH                  | 18 novembre 2008  | Durig, D. T.            |
| 330818 -           | 2008 WN15                | 17 novembre 2008  | Spacewatch              |
| 330819 -           | 2008 WA22                | 18 novembre 2008  | CSS                     |
| 330820 -           | 2008 WH62                | 24 novembre 2008  | Lowe, A.                |
| 330821 -           | 2008 WS76                | 20 novembre 2008  | Spacewatch              |
| 330822 -           | 2008 WA91                | 23 novembre 2008  | Mount Lemmon Survey     |
| 330823 -           | 2008 WM97                | 19 novembre 2008  | CSS                     |
| 330824 -           | 2008 WZ136               | 21 novembre 2008  | Spacewatch              |
| 330825 -           | 2008 XE3                 | 6 dicembre 2008   | LINEAR                  |
| 330826 -           | 2009 BV59                | 16 gennaio 2009   | Mount Lemmon Survey     |
| 330827 -           | 2009 DM33                | 20 febbraio 2009  | Spacewatch              |
| 330828 -           | 2009 EQ3                 | 14 marzo 2009     | OAM                     |
| 330829 -           | 2009 FY                  | 5 settembre 2007  | CSS                     |
| 330830 -           | 2009 FC15                | 16 marzo 2009     | Spacewatch              |
| 330831 -           | 2009 FS29                | 12 ottobre 1993   | Spacewatch              |
| 330832 -           | 2009 FG30                | 25 marzo 2009     | BATTeRS                 |
| 330833 -           | 2009 FG67                | 29 dicembre 2003  | CSS                     |
| 330834 -           | 2009 HS36                | 20 aprile 2009    | OAM                     |
| 330835 -           | 2009 HC42                | 20 aprile 2009    | Spacewatch              |
| 330836 Orius       | 2009 HW77                | 25 aprile 2009    | Cernis, K., Eglitis, I. |
| 330837 -           | 2009 MQ2                 | 15 agosto 2002    | LONEOS                  |
| 330838 -           | 2009 ND                  | 3 luglio 2009     | OAM                     |
| 330839 -           | 2009 OS4                 | 20 luglio 2009    | OAM                     |
| 330840 -           | 2009 OW4                 | 25 luglio 2009    | OAM                     |
| 330841 -           | 2009 OE8                 | 27 luglio 2009    | CSS                     |
| 330842 -           | 2009 OR8                 | 26 luglio 2009    | OAM                     |
| 330843 -           | 2009 OC20                | 28 luglio 2009    | OAM                     |
| 330844 -           | 2009 OR22                | 2 ottobre 2003    | Spacewatch              |
| 330845 -           | 2009 PD3                 | 10 novembre 2006  | Spacewatch              |
| 330846 -           | 2009 PX3                 | 14 agosto 2009    | OAM                     |
| 330847 -           | 2009 PZ4                 | 15 agosto 2009    | OAM                     |
| 330848 -           | 2009 PT5                 | 15 agosto 2009    | Tozzi, F.               |
| 330849 -           | 2009 PO8                 | 15 agosto 2009    | CSS                     |
| 330850 -           | 2009 PB12                | 15 agosto 2009    | CSS                     |
| 330851 -           | 2009 PP12                | 3 febbraio 2001   | Spacewatch              |
| 330852 -           | 2009 PE15                | 15 agosto 2009    | CSS                     |
| 330853 -           | 2009 PR15                | 15 agosto 2009    | Spacewatch              |
| 330854 -           | 2009 PJ19                | 15 agosto 2009    | Spacewatch              |
| 330855 -           | 2009 QH1                 | 16 agosto 2009    | Crni Vrh                |
| 330856 Ernsthelene | 2009 QT9                 | 20 agosto 2009    | Kling, R., Zimmer, U.   |
| 330857 -           | 2009 QN19                | 18 agosto 2009    | Spacewatch              |
| 330858 -           | 2009 QP23                | 16 agosto 2009    | OAM                     |
| 330859 -           | 2009 QP29                | 23 agosto 2009    | Bickel, W.              |
| 330860 -           | 2009 QN30                | 21 agosto 2009    | LINEAR                  |
| 330861 -           | 2009 QM31                | 20 agosto 2009    | Spacewatch              |
| 330862 -           | 2009 QZ33                | 2 ottobre 2003    | Spacewatch              |
| 330863 -           | 2009 QT41                | 18 agosto 2009    | Spacewatch              |
| 330864 -           | 2009 QK42                | 16 ottobre 2004   | LINEAR                  |
| 330865 -           | 2009 QE46                | 14 aprile 2008    | Mount Lemmon Survey     |
| 330866 -           | 2009 QJ47                | 28 agosto 2009    | OAM                     |
| 330867 -           | 2009 QB48                | 28 agosto 2009    | OAM                     |
| 330868 -           | 2009 QO51                | 28 agosto 2009    | Spacewatch              |
| 330869 -           | 2009 QR51                | 28 agosto 2009    | Spacewatch              |
| 330870 -           | 2009 QT61                | 27 agosto 2009    | Spacewatch              |
| 330871 -           | 2009 RF                  | 9 settembre 2009  | BATTeRS                 |
| 330872 -           | 2009 RF1                 | 10 settembre 2009 | OAM                     |
| 330873 -           | 2009 RQ1                 | 10 settembre 2009 | ESA OGS                 |
| 330874 -           | 2009 RV9                 | 12 settembre 2009 | Spacewatch              |
| 330875 -           | 2009 RY9                 | 13 marzo 2007     | Mount Lemmon Survey     |
| 330876 -           | 2009 RR17                | 12 settembre 2009 | Spacewatch              |
| 330877 -           | 2009 RF22                | 15 Settembre 2009 | Spacewatch              |
| 330878 -           | 2009 RL26                | 13 settembre 2009 | LINEAR                  |
| 330879 -           | 2009 RX28                | 14 settembre 2009 | OAM                     |
| 330880 -           | 2009 RV30                | 14 settembre 2009 | Spacewatch              |
| 330881 -           | 2009 RL33                | 14 settembre 2009 | Spacewatch              |
| 330882 -           | 2009 RJ34                | 14 settembre 2009 | Spacewatch              |
| 330883 -           | 2009 RH35                | 14 settembre 2009 | Spacewatch              |
| 330884 -           | 2009 RG40                | 15 Settembre 2009 | Spacewatch              |
| 330885 -           | 2009 RG48                | 15 Settembre 2009 | Spacewatch              |
| 330886 -           | 2009 RW49                | 15 Settembre 2009 | Spacewatch              |
| 330887 -           | 2009 RZ50                | 15 Settembre 2009 | Spacewatch              |
| 330888 -           | 2009 RL54                | 15 Settembre 2009 | Spacewatch              |
| 330889 -           | 2009 RO55                | 15 Settembre 2009 | Spacewatch              |
| 330890 -           | 2009 RM61                | 12 settembre 2009 | OAM                     |
| 330891 -           | 2009 RY70                | 15 Settembre 2009 | Spacewatch              |
| 330892 -           | 2009 RF74                | 15 Settembre 2009 | Spacewatch              |
| 330893 -           | 2009 SW7                 | 16 settembre 2009 | Mount Lemmon Survey     |
| 330894 -           | 2009 SS17                | 17 settembre 2009 | CSS                     |
| 330895 -           | 2009 SZ18                | 21 settembre 2009 | La Silla                |
| 330896 -           | 2009 SX22                | 16 settembre 2009 | Spacewatch              |
| 330897 -           | 2009 SV30                | 16 settembre 2009 | Spacewatch              |
| 330898 -           | 2009 SA34                | 16 settembre 2009 | Spacewatch              |
| 330899 -           | 2009 SX38                | 16 settembre 2009 | Spacewatch              |
| 330900 -           | 2009 SS43                | 14 gennaio 2002   | Spacewatch              |

## 330901-331000
| Nome              | Designazione provvisoria | Data di scoperta  | Scopritore             |
| ----------------- | ------------------------ | ----------------- | ---------------------- |
| 330901 -          | 2009 SH53                | 17 settembre 2009 | CSS                    |
| 330902 -          | 2009 SR56                | 17 settembre 2009 | Spacewatch             |
| 330903 -          | 2009 SG66                | 17 settembre 2009 | Spacewatch             |
| 330904 -          | 2009 SR66                | 17 settembre 2009 | Spacewatch             |
| 330905 -          | 2009 SE67                | 17 settembre 2009 | Spacewatch             |
| 330906 -          | 2009 SX73                | 17 settembre 2009 | Spacewatch             |
| 330907 -          | 2009 SP74                | 17 settembre 2009 | Spacewatch             |
| 330908 -          | 2009 SX74                | 17 settembre 2009 | Spacewatch             |
| 330909 -          | 2009 SC75                | 17 settembre 2009 | Spacewatch             |
| 330910 -          | 2009 SD77                | 4 febbraio 2006   | Spacewatch             |
| 330911 -          | 2009 SG88                | 18 settembre 2009 | Spacewatch             |
| 330912 -          | 2009 SQ92                | 18 settembre 2009 | Mount Lemmon Survey    |
| 330913 -          | 2009 SX92                | 18 settembre 2009 | PMO NEO Survey Program |
| 330914 -          | 2009 SW96                | 19 settembre 2009 | Mount Lemmon Survey    |
| 330915 -          | 2009 SN102               | 20 settembre 2009 | LINEAR                 |
| 330916 -          | 2009 SS102               | 23 settembre 2009 | Karge, S., Kling, R.   |
| 330917 -          | 2009 SH104               | 26 settembre 2009 | OAM                    |
| 330918 -          | 2009 SA108               | 16 settembre 2009 | Mount Lemmon Survey    |
| 330919 -          | 2009 SC108               | 16 settembre 2009 | Mount Lemmon Survey    |
| 330920 -          | 2009 SY125               | 18 settembre 2009 | Spacewatch             |
| 330921 -          | 2009 SP131               | 18 settembre 2009 | Spacewatch             |
| 330922 -          | 2009 SY132               | 18 settembre 2009 | Spacewatch             |
| 330923 -          | 2009 SV137               | 18 settembre 2009 | Spacewatch             |
| 330924 -          | 2009 SL154               | 20 settembre 2009 | Spacewatch             |
| 330925 -          | 2009 SW161               | 21 settembre 2009 | CSS                    |
| 330926 -          | 2009 SD177               | 25 ottobre 2005   | Spacewatch             |
| 330927 -          | 2009 SG187               | 14 marzo 2007     | Mount Lemmon Survey    |
| 330928 -          | 2009 SB188               | 21 settembre 2009 | Spacewatch             |
| 330929 -          | 2009 SU191               | 22 settembre 2009 | Spacewatch             |
| 330930 -          | 2009 SL201               | 22 settembre 2009 | Spacewatch             |
| 330931 -          | 2009 SH202               | 22 settembre 2009 | Spacewatch             |
| 330932 -          | 2009 SG213               | 23 settembre 2009 | Spacewatch             |
| 330933 -          | 2009 SS213               | 23 settembre 2009 | Spacewatch             |
| 330934 Natevanwey | 2009 SX228               | 26 settembre 2009 | Cullen, S.             |
| 330935 -          | 2009 SQ229               | 16 settembre 2009 | Spacewatch             |
| 330936 -          | 2009 SB230               | 16 settembre 2009 | Mount Lemmon Survey    |
| 330937 -          | 2009 SF231               | 19 settembre 2009 | Spacewatch             |
| 330938 -          | 2009 SP233               | 21 settembre 2009 | CSS                    |
| 330939 -          | 2009 SP234               | 16 settembre 2009 | CSS                    |
| 330940 -          | 2009 SW236               | 16 settembre 2009 | CSS                    |
| 330941 -          | 2009 SY238               | 16 settembre 2009 | CSS                    |
| 330942 -          | 2009 SL244               | 17 settembre 2009 | Spacewatch             |
| 330943 -          | 2009 SC267               | 23 settembre 2009 | Mount Lemmon Survey    |
| 330944 -          | 2009 SY274               | 25 settembre 2009 | Spacewatch             |
| 330945 -          | 2009 SX276               | 25 settembre 2009 | Spacewatch             |
| 330946 -          | 2009 SC278               | 25 settembre 2009 | Spacewatch             |
| 330947 -          | 2009 SG279               | 25 settembre 2009 | Spacewatch             |
| 330948 -          | 2009 SH283               | 25 settembre 2009 | Spacewatch             |
| 330949 -          | 2009 SG284               | 17 settembre 2009 | Spacewatch             |
| 330950 -          | 2009 SR293               | 26 settembre 2009 | Spacewatch             |
| 330951 -          | 2009 SW293               | 26 settembre 2009 | Spacewatch             |
| 330952 -          | 2009 SD306               | 17 settembre 2009 | Spacewatch             |
| 330953 -          | 2009 SL329               | 16 settembre 2009 | CSS                    |
| 330954 -          | 2009 SW329               | 17 settembre 2009 | Spacewatch             |
| 330955 -          | 2009 SF338               | 21 settembre 2009 | Spacewatch             |
| 330956 -          | 2009 SO339               | 22 settembre 2009 | Mount Lemmon Survey    |
| 330957 -          | 2009 SF340               | 18 settembre 2009 | Spacewatch             |
| 330958 -          | 2009 SK341               | 25 settembre 2009 | Spacewatch             |
| 330959 -          | 2009 SA344               | 17 settembre 2009 | Spacewatch             |
| 330960 -          | 2009 SP344               | 18 settembre 2009 | Spacewatch             |
| 330961 -          | 2009 SR344               | 18 settembre 2009 | Spacewatch             |
| 330962 -          | 2009 SV345               | 19 settembre 2009 | Spacewatch             |
| 330963 -          | 2009 SX345               | 20 settembre 2009 | Spacewatch             |
| 330964 -          | 2009 SF346               | 23 settembre 2009 | Mount Lemmon Survey    |
| 330965 -          | 2009 SL347               | 28 settembre 2009 | Mount Lemmon Survey    |
| 330966 -          | 2009 SB349               | 20 settembre 2009 | Mount Lemmon Survey    |
| 330967 -          | 2009 SK349               | 17 settembre 2009 | Spacewatch             |
| 330968 -          | 2009 SX353               | 22 settembre 2009 | Mount Lemmon Survey    |
| 330969 -          | 2009 SM357               | 22 settembre 2009 | Spacewatch             |
| 330970 -          | 2009 SP357               | 24 settembre 2009 | CSS                    |
| 330971 -          | 2009 SB358               | 18 settembre 2009 | Mount Lemmon Survey    |
| 330972 -          | 2009 TC1                 | 10 ottobre 2009   | BATTeRS                |
| 330973 -          | 2009 TH1                 | 10 ottobre 2009   | BATTeRS                |
| 330974 -          | 2009 TR1                 | 8 ottobre 2009    | OAM                    |
| 330975 -          | 2009 TL6                 | 1 agosto 2009     | Spacewatch             |
| 330976 -          | 2009 TY10                | 11 ottobre 2009   | OAM                    |
| 330977 -          | 2009 TY11                | 14 ottobre 2009   | Bickel, W.             |
| 330978 -          | 2009 TR13                | 13 ottobre 2009   | Shandong University    |
| 330979 -          | 2009 TV15                | 1 ottobre 2009    | Mount Lemmon Survey    |
| 330980 -          | 2009 TD21                | 5 dicembre 2005   | Spacewatch             |
| 330981 -          | 2009 TQ22                | 14 ottobre 2009   | OAM                    |
| 330982 -          | 2009 TX26                | 14 ottobre 2009   | OAM                    |
| 330983 -          | 2009 TV35                | 14 ottobre 2009   | CSS                    |
| 330984 -          | 2009 TH41                | 14 ottobre 2009   | CSS                    |
| 330985 -          | 2009 TB46                | 12 ottobre 2009   | Mount Lemmon Survey    |
| 330986 -          | 2009 TQ47                | 1 ottobre 2009    | Mount Lemmon Survey    |
| 330987 -          | 2009 UH11                | 17 settembre 2009 | Spacewatch             |
| 330988 -          | 2009 UT12                | 17 ottobre 2009   | Mount Lemmon Survey    |
| 330989 -          | 2009 UX24                | 18 ottobre 2009   | Mount Lemmon Survey    |
| 330990 -          | 2009 UY24                | 18 ottobre 2009   | Mount Lemmon Survey    |
| 330991 -          | 2009 UU25                | 21 ottobre 2009   | CSS                    |
| 330992 -          | 2009 UM27                | 21 ottobre 2009   | CSS                    |
| 330993 -          | 2009 UF28                | 22 ottobre 2009   | Mount Lemmon Survey    |
| 330994 -          | 2009 UH28                | 22 ottobre 2009   | CSS                    |
| 330995 -          | 2009 UH32                | 18 settembre 2009 | Mount Lemmon Survey    |
| 330996 -          | 2009 UT33                | 18 ottobre 2009   | Mount Lemmon Survey    |
| 330997 -          | 2009 UJ35                | 21 ottobre 2009   | Mount Lemmon Survey    |
| 330998 -          | 2009 UC37                | 22 ottobre 2009   | Mount Lemmon Survey    |
| 330999 -          | 2009 UJ46                | 18 ottobre 2009   | Mount Lemmon Survey    |
| 331000 -          | 2009 UV46                | 18 ottobre 2009   | Mount Lemmon Survey    |